# Bernard Robinson
Bernard William Robinson (* 27. Juli 1912 in Northwich, Grafschaft Cheshire, Vereinigtes Königreich; † 2. März 1970 in Surrey) war ein britischer  Filmarchitekt, dessen Schaffen eng mit der Horrorfilmproduktion der Firma Hammer Films verbunden ist.

## Leben
Robinson erhielt zu Beginn der 30er Jahre seine künstlerische Ausbildung an der Liverpool School of Art and Design. Anschließend wurde er von den Warner Teddington Studios als Filmzeichner übernommen. 1939 avancierte Robinson zum Szenenbildner der Produktionsfirma British Lion Films, wurde aber bald darauf infolge des Zweiten Weltkriegs einberufen. Robinsons Aufgabe als Designer in Uniform war es, kriegswichtige Einrichtungen auf den Britischen Inseln zu tarnen, um diese vor deutschen Bombenabwürfen zu schützen.
Wieder zurück im Zivilleben, setzte Robinson 1946 seine Arbeit beim Film fort. Mit seiner Gestaltung der schaurigen Gothic-Atmosphäre zu Terence Fishers Dracula-Neuverfilmung gelang Bernard Robinson Ende der 50er Jahre der endgültige Durchbruch. Er galt in den kommenden zehn Jahren als der bedeutendste und gefragteste Kulissengestalter für britische Horrorstoffe aller Arten. Besonders eindrucksvoll gelangen ihm die Designs zu dem gruseligen Thriller Ein Toter spielt Klavier und dem morbiden Horrorstück Die brennenden Augen von Schloß Bartimore. Dabei erwies es sich für Robinson stets als die größte Herausforderung, den Look der zumeist gering budgetierten Hammer-Filme möglichst teuer und edel ausschauen zu lassen.
Seine knappe Freizeit verbrachte Robinson mit der Malerei. Er war mit der Maskenbildnerin Margaret Robinson (* 1920) verheiratet, die gleichfalls an zahlreichen Hammer-Filmen mitgearbeitet hatte.

## Filmografie
| - 1939: Crimes at the Dark House - 1940: Der Schrecken von Marks Priory (The Case of the Frightened Lady) - 1946: Ruf der Vergangenheit (The Shop at Sly Corner) - 1947: While I Live - 1948: Die seidene Schlinge (Noose) - 1949: Double Confession - 1949: Murder at the Windmill - 1950: Tony Draws a Horse - 1951: Nur fünf Tage Zeit (Emergency Call) - 1952: Mother Riley Meets the Vampire - 1952: Cosh Boy - 1953: Albert R.N. - 1953: Jonnys neue Heimat (Johnny on the Run) - 1953: Vier bleiben auf der Strecke (The Good Die Young) - 1954: The Sea Shall Not Have Them - 1954: The Ship That Died of Shame - 1955: Allen Gewalten zum Trotz - 1956: Feinde aus dem Nichts - 1957: Yeti, der Schneemensch - 1957: Dracula - 1958: Frankensteins Rache - 1958: Der Hund von Baskerville - 1958: Sheriff wider Willen - 1959: Feinde von gestern - 1959: Den Tod überlistet (The Man Who Could Cheat Death) - 1959: Die Rache der Pharaonen - 1959: Vertraue keinem Fremden (Never Take Sweets From a Stranger) - 1959: Die Würger von Bombay (The Stranglers of Bombay) - 1960: Schlag 12 in London - 1960: Dracula und seine Bräute | - 1960: Der Fluch von Siniestro - 1960: Einmal China und Zurück (Visa to Canton) - 1960: Ein Toter spielt Klavier - 1960: Terror der Tongs (The Terror of the Tongs) - 1961: Schatten einer Katze (The Shadow of the Cat) - 1961: Das Rätsel der unheimlichen Maske - 1961: Die Bande des Captain Clegg (Captain Clegg) - 1961: Piraten am Todesfluß (The Pirates of Blood River) - 1962: Das Haus des Grauens (Paranoia) - 1962: Das alte finstere Haus (The Old Dark House) - 1962: Sie sind verdammt (The Damned) - 1963: Die scharlachrote Klinge (The Scarlet Blade) - 1963: Der Satan mit den langen Wimpern - 1963: Die Teufelspiraten (The Devil-Ship Pirates) - 1963: Die brennenden Augen von Schloss Bartimore - 1964: Die Rache des Pharao - 1964: Die Letzten von Fort Kandahar (The Brigand of Kandahar) - 1964: Das Geheimnis der Blutinsel (The Secret of Blood Island) - 1965: Blut für Dracula - 1965: Rasputin – der wahnsinnige Mönch (Rasputin, the Mad Monk) - 1965: Das schwarze Reptil (The Reptile) - 1966: Nächte des Grauens - 1966: Der Teufel tanzt um Mitternacht (The Witches) - 1966: Der Fluch der Mumie - 1966: Frankenstein schuf ein Weib - 1967: Das grüne Blut der Dämonen - 1967: Die Braut des Teufels (The Devil Rides Out) - 1968: Draculas Rückkehr - 1968: Frankenstein muss sterben - 1969: Vergiß oder stirb (Run a Crooked Mile) (TV-Film) - 1969: Destiny of a Spy (TV-Film) |